# Stefano Saletti

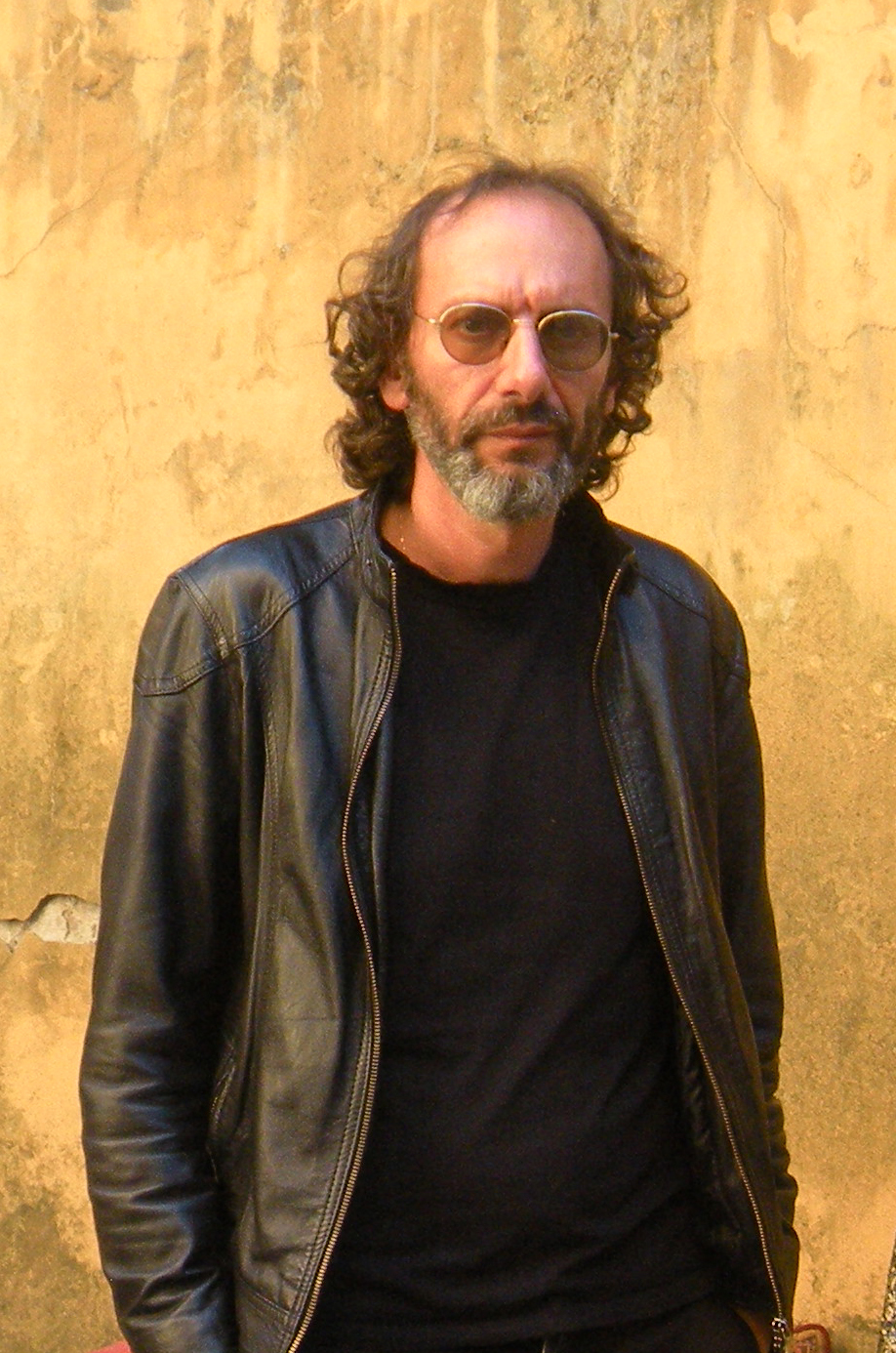

Stefano Saletti (Rieti, 29 giugno 1964) è un musicista, compositore e produttore discografico italiano.

## Biografia
Nato a Rieti, Stefano Saletti da anni si occupa dello studio e della diffusione della musica mediterranea. Compositore e polistrumentista suona bouzuki, oud, saz baglama, tzouras, lauta, oltre a chitarra elettrica, acustica e classica, pianoforte, percussioni. Ha dedicato studi e ricerche alla lingua franca mediterranea Sabir, la lingua dei pescatori, dei marinai, dei commercianti che dal 2005 utilizza nelle sue composizioni originali.
Nel 1985 ha fondato i Novalia (con 7 lavori discografici all’attivo), uno dei gruppi della nuova onda popolare italiana degli anni Novanta. La formazione comprendeva: Stefano Saletti (chitarra, bouzouki, oud, voce), Raffaello Simeoni (voce, organetto, zampogna, flauti), Michele Frontino (basso), Alessandro Strinati (chitarra, tastiere), Giovanni Lo Cascio (batteria). Ha composto, insieme a Raffaello Simeoni, il brano “Ebla” che dal 1997 è la sigla del programma di Rai 3 “Mediterraneo”.
Nel 2004 ha dato vita al progetto Piccola Banda Ikona, in seguito Banda Ikona, con la quale ha registrato i cd "Stari Most" (2005), "Marea cu sarea" (2008), “Folkpolitik” (2012), “Soundcity” (2016), "Mediterraneo Ostinato" (2021) cantati in Sabir l'antica lingua del Mediterraneo. Il cd “Soundcity” (pubblicato da Finisterre) a maggio 2016 è presente nella Top Ten della Transglobal World Music Charts e nel giugno 2016 al 4º posto della World Music Charts Europe, "Album Choice" a luglio 2016 della rivista inglese FRoots e finalista al Premio Tenco per la sezione “dialetti e lingue minoritarie”. La formazione comprende, oltre a Saletti (oud, bouzouki, chitarra, voce): Barbara Eramo (voce), Mario Rivera (basso acustico), Gabriele Coen (fiati), Giovanni Lo Cascio (batteria e percussioni), Carlo Cossu (violino). Numerose le collaborazioni della Banda Ikona con artisti quali Arnaldo Vacca (percussioni), Yasemin Sannino (voce), Gabriella Aiello (voce), Pejman Tadayon (ney, bamtar, saz), Lucilla Galeazzi (voce), Nabil Salameh (voce), Nando Citarella (voce e tammorra), Riccardo Tesi (organetto), Ambrogio Sparagna (organetto), Alessandro D’Alessandro (organetto), Raffaela Siniscalchi (voce), Leonardo Cesari (batteria), Ramya (voce), Raffaello Simeoni (voce), Renato Vecchio (duduk, ciaramella), Giovanna Famulari (violoncello), Jamal Ouassini (violino).
Nel 2008 ha iniziato la collaborazione con il Festival internazionale Sete Sois Sete Luas fondando e dirigendo la 7 Sóis Orkestra, nel 2010 l’ensemble Les Voix du 7 Sois e nel 2019 la Med Arab Jewish 7 Sois Orkestra, tre formazioni che hanno visto insieme musicisti provenienti da Marocco, Israele, Portogallo, Spagna, Croazia, Sudan, Francia, Isola de la Réunion, Italia. Con questi gruppi ha realizzato i Cd “A Night in Sicily” (2008), “Live a Vila Real de Santo Antonio” (2010) e "Live in Sete Sois" (2019).
Nel 2010 è uscito il Cd “Oriental Night Fever” realizzato insieme al musicista produttore francese Hector Zazou e alla cantante Barbara Eramo. Pubblicato da Materiali sonori e successivamente dalla francese Naive, il progetto nasce da un’intuizione di Hector Zazou che ha coinvolto Saletti ed Eramo in una riscrittura di alcuni "classici" della Disco music degli anni '70, unendo gli strumenti della tradizione mediterranea e orientale all’elettronica.
Nel 2015 ha dato vita al Festival Popolare italiano al Centro di accoglienza per rifugiati Baobab. Dopo la chiusura del centro, dal 2017 il festival si svolge al Teatro di Villa Pamphilj e ha visto la partecipazione di numerosi artisti della musica tradizionale, folk, world italiani. Per la sua proposta artistica il festival è stato premiato al MEI 2015 di Faenza. Dal 2018 è direttore artistico anche del Festival “Suoni nel mare” che si svolge nella Fortezza sul porto di Livorno, dedicato all’incontro degli artisti dei paesi che si affacciano sul mare.
Nel 2015 ha pubblicato per Materiali sonori il cd “In Search of Homerus” che racchiude alcune musiche delle colonne sonore realizzate per il teatro.
Con i musicisti Nando Citarella e l’iraniano Pejman Tadayon, nel 2014 ha dato vita al progetto Cafè Loti, un trio di musica medievale e popolare che fonde la tradizione del Sud Italia, le contaminazioni mediterranee e la musica e la letteratura persiana. Nel 2015 è uscito il primo cd del gruppo “Cafè Loti”. Con il Cafè Loti ha dato vita al progetto “Carmina Burana dalla tradizione popolare a Carl Orff” che ha visto la partecipazione di oltre 100 artisti tra coro e orchestra in una rilettura del classico di Orff unito al recupero dei carmina medievali originali. Lo spettacolo è stato rappresentato alla Cavea dell’Auditorium Parco della musica a Roma (2015) e nel 2018 al Teatro romano di Ostia Antica e di Ferento.
Nel 2015 con Valerio Corzani (Mau mau, Mazapegul) ha dato vita al progetto Caracas, unione di strumenti tradizionali, elettronica, world music e reggae. Con Caracas, che vede la partecipazione di Erica Scherl (violino), Eugenio Saletti (voce e chitarra), Filippo Schininà (batteria) ha realizzato i cd “Caracas (2015) e Ghost Tracks (2017) entrambi pubblicati da Materiali sonori. “Ghost Tracks” vede la presenza di numerosi artisti ospiti: Luca Morino, MissTilla, Badara Seck, Canio Loguercio, Fido Guido, Saba Anglana, Momo Said, Daniele Sanzone, Tritha Sinha.
Nel 2016 ha composto le musiche originali della mostra “Caravaggio Experience” allestita al Palazzo delle Esposizioni di Roma. La mostra è stata replicata nel 2017 alla Reggia di Venaria Reale, a Città del Messico e nel 2018 al Palazzo dell’Arengo a Rimini.
Nel 2018 ha pubblicato il cd “Passione” realizzato insieme ad Arlo Bigazzi, colonna sonora della rappresentazione “Processione del Cristo morto” di Terranuova Bracciolini (Ar).
Nel 2019 incide con i Cafè Loti (trio formato dallo stesso Saletti, da Nando Citarella e Pejman Tadayon) il disco "In Taberna" (Materiali sonori). Nello stesso anno esce per CNImusic un disco di cover di Fabrizio De André insieme a Raffaela Siniscalchi, Gabriele Coen e Mario Rivera dal titolo "Ho visto Nina Volare".
A marzo del 2021 esce il nuovo disco con la Banda Ikona dal titolo "Mediterraneo Ostinato", pubblicato dalla Finisterre.

## Collaborazioni musicali
Ha collaborato con numerosi artisti, tra i quali Hector Zazou, Eva Quartet, Alexander Balanescu, Jamal Ouassini, Ambrogio Sparagna, Riccardo Tesi, Lucilla Galeazzi, Luigi Cinque, Eyal Sela, Margarida Guerreiro, Nour-Eddine Fatty, Rashmi V. Bhatt, Yasemin Sannino, Talya Solan, Juan Pinilla, Wafir Shaikheldin.

## Collaborazioni teatro e cinema
Ha composto colonne sonore per il teatro e il cinema lavorando con Massimo Popolizio, Giancarlo Giannini, Giorgio Albertazzi, Pupi Avati, Pamela Villoresi, Franco Bernini, Predrag Matvejevic, Mascia Musy, Omero Antonutti, Manuela Mandracchia, Maurizio Panici, Lisa Natoli, Piero Maccarinelli, Ondadurtoteatro, Renato Giordano.

## Discografia parziale
Novalia
- 1986 - Novalia “Corteo” (Urgent label)
- 1988 - Novalia “L'Australiano” (Materiali sonori)
- 1990 - Novalia “Sabir” (Materiali sonori)
- 1995 - Novalia “Griot” (CNI)
- 1997 - Novalia “Canti e Briganti” (CNI)
- 1999 - Novalia “Arkeo” (CNI)
- 2000 - Novalia 10... anni in una notte (CNI)

Stefano Saletti & Banda Ikona
- 2005 - Stefano Saletti e Piccola Banda Ikona "Stari Most" (CNI)
- 2008 - Piccola Banda Ikona "Marea cu sarea" (Finisterre)
- 2012 - Stefano Saletti & Piccola Banda Ikona "Folkpolitik" (Finisterre)
- 2016 - Stefano Saletti & Banda Ikona "Soundcity" (Finisterre)
- 2021 - Stefano Saletti & Banda Ikona "Mediterraneo Ostinato" (Finisterre)

Colonne sonore
- 2003 - Stefano Saletti/ Renato Giordano "Le vespe" (CNI)
- 2015 - Stefano Saletti "In Search of Homerus" (Materiali sonori)
- 2017 - Stefano Saletti - Barbara Eramo "Mediterraneo on the Road" (FM records)
- 2018 - Arlo Bigazzi/Stefano Saletti “La Passione” (Materiali sonori)

Sete Sois Sete Luas
- 2008 - 7 Sois Orkestra "A Night in Sicily" (Sete Sois Sete Luas)
- 2010 - Les Voix du 7 Sois "Live in Vila Real de Santo Antonio" (Sete Sois Sete Luas)
- 2019 - Med Arab Jewish 7 Sois Orkestra "Live in Sete Sois" (Sete Sois Sete Luas)

Zazou/Eramo/Saletti
- 2010 - Zazou/Eramo/Saletti "Oriental Night Fever" (Materiali sonori/Naïve)

Cafè Loti
- 2015 - Citarella, Saletti, Tadayon "Cafè Loti" (Ikona)
- 2019 -  Citarella, Saletti, Tadayon "In taberna" (Materiali sonori)

Caracas
- 2015 - Stefano Saletti & Valerio Corzani "Caracas" (Materiali sonori)
- 2017 - Caracas "Ghost Tracks" (Materiali sonori)

Altro
- 2019 - Raffaela Siniscalchi, Gabriele Coen, Mario Rivera, Stefano Saletti – Ho Visto Nina Volare